# The Kelpies
The Kelpies são esculturas de cabeças de cavalo com 30 metros de altura, localizadas na Escócia, um dos países do Reino Unido. As esculturas foram projetadas pelo escultor Andy Scott e foram concluídas em outubro de 2013. The Kelpies são um monumento à herança alimentada pela força dos cavalos em toda Escócia. As esculturas abriram ao público em abril de 2014. Como parte do projeto, eles terão seu próprio centro de visitantes.